# Michelle Pao
Michelle Pao (* 1. September 1992) ist eine US-amerikanische Fußballspielerin, die international für ihr Heimatland Taiwan antritt.

## Karriere

### Verein
Während ihres Studiums an der Pepperdine University lief Pao von 2010 bis 2013 für die dortige Hochschulmannschaft der Pepperdine Waves auf. Im Sommer 2012 spielte sie parallel dazu bei der W-League-Franchise der Pali Blues, mit der sie das Meisterschaftsfinale erreichte, das mit 4:5 n. E. gegen Ottawa Fury verloren wurde. Im Januar 2014 wurde Pao beim College-Draft der National Women’s Soccer League in der dritten Runde an Position 24 von der Franchise des Sky Blue FC verpflichtet, kam jedoch im Saisonverlauf zu keinem Pflichtspieleinsatz. Zur Saison 2015 wechselte sie daher zum schwedischen Erstligisten Vittsjö GIK. Am 1. Februar 2016 wechselte sie nach Japan, in die Nadeshiko Challenge League zu Nojima Stella Kanagawa Sagamihara.

### Nationalmannschaft
Mit der Taiwanischen Fußballnationalmannschaft (als Chinesisches Taipeh) nahm Pao im Jahr 2015 an der Qualifikation zu den Olympischen Sommerspielen 2016 teil.